# Hadnagy Attila
Hadnagy Attila László (Sepsiszentgyörgy, 1980. szeptember 8. –) romániai magyar labdarúgó, jelenleg a román élvonalbeli ACS Sepsi OSK Sepsiszentgyörgy klubigazgatója.

## Pályafutása
Hadnagy Attila 2004-ben került az FC Petrolul Ploiești csapatához, majd megjárta az FC Brașov és az FC Botoșani csapatát is, utóbbival bajnoki címet is ünnepelhetett a román másodosztályban. 2016-ban visszaigazolt a ACS Sepsi OSK Sepsiszentgyörgy csapatához, ahonnan visszavonult.

## Sikerei, díjai
- FC Botoșani:
  - Liga II aranyérmes: 2012-13
- ACS Sepsi OSK Sepsiszentgyörgy:
  - Liga II ezüstérmes: 2016-17